# Dodonaea caespitosa
Dodonaea caespitosa Diels  är en kinesträdsväxt.
Dodonaea caespitosa ingår i släktet Dodonaea och familjen kinesträdsväxter. 
Inga underarter finns listade i Catalogue of Life.